# 181P/Shoemaker-Levy
La Shoemaker-Levy 6, formalmente 181P/Shoemaker-Levy, è la sesta cometa scoperta dal terzetto Carolyn Jean Spellmann Shoemaker, Eugene Shoemaker e David Levy. Si tratta di una cometa periodica scoperta il 7 novembre 1991, dopo la scoperta sono state trovate immagini di prescoperta risalenti al 3 novembre 1991.
Non osservata nel passaggio al perielio del 1999, fu riscoperta il 26 ottobre 2006 ricevendo la denominazione definitiva, 181P/Shoemaker-Levy. La cometa fa parte della famiglia delle comete gioviane.